# 플랜 B (음악가)
벤저민 폴 밸런스 드루(Benjamin Paul Ballance-Drew, 1983년 10월 22일 ~ )는 플랜 B(Plan B)라는 이름으로 잘 알려진 잉글랜드의 싱어송라이터이자 래퍼이다.